# Highland (Arkansas)
Highland is een plaats (city) in de Amerikaanse staat Arkansas, en valt bestuurlijk gezien onder Sharp County.

## Demografie
Bij de volkstelling in 2000 werd het aantal inwoners vastgesteld op 986.
In 2006 is het aantal inwoners door het United States Census Bureau geschat op 1076, een stijging van 90 (9.1%).

## Geografie
Volgens het United States Census Bureau beslaat de plaats een oppervlakte van
22,7 km², waarvan 22,6 km² land en 0,1 km² water.

## Plaatsen in de nabije omgeving
De onderstaande figuur toont nabijgelegen plaatsen in een straal van 24 km rond Highland.